# گل‌شرابیان
گل‌شرابیان (Calycanthaceae) تیره‌ای از برگ بوسانان (Laurales) به شکل درختچه و با برگهای ساده و متقابل، که پرچم‌ها و گلبرگ‌هایشان بر روی نهنجی فنجانی‌شکل قرار گرفته‌است.